# آنا شوارتز
آنا شوارتز (بالإنجليزية: Anna Schwartz)‏ هي اقتصادية وكاتِبة أمريكية، ولدت في 11 نوفمبر 1915 في نيويورك في الولايات المتحدة، وتوفي بنفس المكان في 21 يونيو 2012.

## وصلات خارجية
- آنا شوارتز على موقع إن إن دي بي (الإنجليزية)